# Comté d'Upson
Le comté d'Upson, en anglais : Upson County, est un comté de Géorgie, aux États-Unis. Son siège de comté est la ville de Thomaston.

## Démographie
| 1830  | 1840  | 1850  | 1860  | 1870  | 1880   |
| ----- | ----- | ----- | ----- | ----- | ------ |
| 7 013 | 9 408 | 9 424 | 9 910 | 9 430 | 12 400 |

| 1890   | 1900   | 1910   | 1920   | 1930   | 1940   |
| ------ | ------ | ------ | ------ | ------ | ------ |
| 12 188 | 13 670 | 12 757 | 14 786 | 19 509 | 25 064 |

| 1950   | 1960   | 1970   | 1980   | 1990   | 2000   |
| ------ | ------ | ------ | ------ | ------ | ------ |
| 25 078 | 23 800 | 23 505 | 25 998 | 26 300 | 27 597 |

| 2010   | - | - | - | - | - |
| ------ | - | - | - | - | - |
| 27 153 | - | - | - | - | - |